# 노르디아
노르디아(Nordea Bank Abp)는 북유럽에서 운영 중인 유럽의 금융 서비스 그룹으로, 핀란드 헬싱키에 위치해 있다. 사명은 "노르딕"과 "아이디어"라는 단어를 합쳐서 탄생했다. 이 은행은 핀란드, 스웨덴, 덴마크, 노르웨이의 은행들인 Merita Bank, Nordbanken, Unidanmark, Christiania Bank og Kreditkasse이 1997년부터 2001년 사이 합병된 결과에 따른 것이다. 노르딕 국가들은 노르디아의 홈 마켓으로 간주된다.